# Roman Macek
Roman Macek (* 18. dubna 1997) je český fotbalový záložník, hrající za švýcarský tým FC Lugano.

## Kariéra
Svůj kariérní debut si odbyl 21. ledna 2017 ve fotbalové soutěži Serie B za tým SSC Bari proti týmu AC Cittadella.
Dne 31. srpna roku 2018 odešel na celoroční hostování do týmu FC Lugano.
Dne 27. ledna 2019 podepsal s Luganem smlouvu trvající až do 30. června 2022. Po konci smlouvy ji s týmem prodloužil do 30. června 2025. V srpnu 2021 Lugano oznámilo, že je nuceno propustit Macka kvůli nařízení švýcarské ligy. Proto začal hrát v rezervním týmu, který hraje až čtvrtou švýcarskou ligu. V říjnu téhož roku si přetrhl přední zkřížený vaz v koleni, kvůli tomu nemohl hrát téměř rok. Vrátil se do hlavního týmu Lugana až v sezóně 2022-23.